# Максимов-Кошкинский, Иоаким Степанович
Иоаки́м Степа́нович Макси́мов-Ко́шкинский (2 [14] сентября 1893, Кошки-Новотимбаево, Буинский уезд, Симбирская губерния, Российская империя — 30 августа 1975, Москва) — советский драматург, переводчик, актёр, режиссёр театра и кино. Народный артист Чувашской АССР (1933)
 . Заслуженный деятель искусств РСФСР (1968).
Член Союза писателей СССР (1934). Художественный руководитель, главный режиссёр Чувашского драматического театра (1918–1925), режиссёр и актёр студий «Чувашкино» и «Востоккино» (1925–1932), художественный руководитель и директор (1932–1937), актёр (1940-1945) Чувашского государственного академического драматического театра.

## Биография

### Происхождение
Родился Яким Максимов в селе Кошки-Новотимбаево Буинского уезда Симбирской губернии. 
В 1911 году окончил Симбирскую чувашскую учительскую школу и переехал в Казань, где поступил в Казанскую художественную школу. В 1913/14 учебном году учился в четвертом классе, учился там и 1916 году. Максимов являлся земским стипендиатом. В 1917/18 учебном году снимал комнату на Второй Подлужной улице Казани в пойме реки Казанки, где жили более 30 учащихся-чувашей, а в прачечных работали их землячки.
В годы обучения в художественной школе мечта о профессии художника постепенно угасла, вместо нее родилась новая — стать артистом. В 1912 году он устроился в городской театр статистом. Вскоре был назначен старшим статистом и стал привлекать к массовке однокашников, прежде всего друзей. В период учёбы работал в драматическом и оперном театрах Казани художником-декоратором, актёром, помощником режиссёра.

### Участие в революциях и Гражданской войне в России
Участвовал в собраниях дочерней организации Чувашского национального общества — Союза чувашской учащейся молодежи Казани. Дружил с эсером Петром Федоровым и был в родстве с чувашским эсером Дмитрием Петровым-Юманом. Некоторое время принадлежал к левым эсерам и был членом расположенного в Казани Чувашского левого социалистического комитета (ЧЛСК). 
В конце 1917 года по инициативе И. С. Максимова в Казани был организован круг актеров-любителей, который 14 (27) января 1918 года впервые поставил пьесу А. Н. Островского «Не так живи, как хочется» на чувашском языке. 
В марте 1918 года был избран заведующим подотделом внешкольного образования Комиссариата по чувашским делам при Казанском губернском совете, но из-за его реорганизации поработать в нем не успел. 
Участник Гражданской войны. При переходе Казани в руки белых, театр прекратил свою работу, а Иоаким Максимов добровольцем ушел в Красную Армию. 16 сентября 1918 года назначен заведующим только что образованного Чувашского подотдела Политотдела штаба 5-й армии Восточного фронта РККА. 
28 сентября 1918 года И. С. Максимов в числе семи бывших активистов ЧЛСК (А. П. Лбов, Д. С. Эльмень и др.) организовали в Казани Чувашский коммунистический комитет. В 1918 году закончил Казанское художественное училище. 
В 1918 году вместе с группой энтузиастов организовал Чувашский советский передвижной театр. В марте 1919 года И. С. Максимов был откомандирован от армии в распоряжение Чувашского отдела Наркоманца РСФСР и назначен художественным руководителем Чувашского театра в Казани.

### Работа после Гражданской войны
В 1920 году переезжает в Чебоксары, куда из Казани переместился Чувашский театр. С И. С. Максимовым-Кошкинским в числе приехавших с театром были: С. Л. Петров-Горский, И. А. Андреев-Шевле, К. М. Васильев, Д. К. Кузьмина, Ф. Д. Дмитриева, О. И. Ырзем, Е. С. Игнатьева и некоторые другие — состав труппы был не полным. «Пришлось экстренно подыскивать подходящих людей и почти без всякой школы, обучая прямо на сцене хотя бы всему тому, что в основе должен знать каждый актер», включать их в спектакль», — писал в отчете о деятельности театра за февраль—март 1921 г. И. Максимов. 
И. С. Максимов-Кошкинский в 1921 году был исключён из РКП(б). 
В 1925—1931 — режиссёр, сценарист и художественный руководитель киностудии «Чувашкино», организатор чувашского профессионального театра, студии «Чувашкино». В 1932—1945 — художественный руководитель и актёр Чувашского академического театра.
В 1933 году Иоаким Степанович первым удостоен звания народного артиста Чувашской АССР. Автор пьесы «Садур и Илем» (1933). Член Союза писателей СССР с 1934 года.
Жил попеременно в Москве или в Чебоксарах. В 1936-1937 учебном году дочь Изида проучилась один год в Москве, в которой у Максимовых была комната в квартире в доме 16/18 на Колхозной площади. К 1937 году Иоаким Максимов-Кошкинский работает директором и художественным руководителем Чувашского государственного академического театра. Кроме Москвы проживает также в Чебоксарах по адресу ул. Чернышевского, д. 10, кв. 1.

### Арест и освобождение
13 июня 1937 года был арестован милицией Чувашской АССР на основе постановления прокуратуры, в котором директор театра обвинялся в совершении преступления, предусмотренного ст. 154 УК РСФСР («Понуждение женщины к вступлению в половую связь или к удовлетворению половой страсти в иной форме лицом, в отношении коего женщина являлась материально или по службе зависимой»). Показания, на основании который И. Максимов-Кошкинский был арестован, дала актриса театра Ульяна Тимофеева.
7 декабря 1937 года И. С. Максимову-Кошкинскому предъявляют новое постановление прокуратуры с обвинением по ст. 58 п. 7 и ст. 58 п. 11 УК РСФСР («Проводил националистическую пропаганду со сцены, являлся активным участником буржуазно-националистической организации, использовал свое служебное положение директора в корыстных целях, всемерно тормозил учебу и выдвижение талантливых актеров»). 13 марта 1938 года прокурор Чувашской АССР переквалифицирует ст. 58 п. 7 на ст. 109 УК РСФСР («Злоупотребление властью или служебным положением») и дело передается в нарсуд. 
17 июля 1938 г. состоялся суд, на который «потерпевшая» по ст. 154 УК РСФСР не является. Сам И. С. Максимов-Кошкинский пишет об этом так: «она никаких жалоб на меня не подавала, и дело было заведено исключительно на основании клеветы, что и выяснилось на суде полностью, ибо сама зачинщица (актриса Тимофеева) отказалась от своих показаний». Тем не менее Народный суд города Чебоксары, переквалифицировав ст. 109 на ст. 111, приговорил И. С. Максимова-Кошкинского по этой статье к 3 годам лишения свободы, а по ст. 154 УК РСФСР — к 5 годам (по совокупности — «к лишению свободы сроком на пять (5) лет с зачетом предварительного заключения с 13.06.1937 г. без поражения в правах. Осужденному меру пресечения оставить прежнюю, т.е. под стражей»).
Определением Уголовной кассационной коллегии Верховного Суда ЧАССР от 11 августа 1938 года приговор Народного суда города Чебоксары был отменен, и дело направлено в прокуратуру Чувашской АССР на дорасследование. Новый приговор Судебной коллегии по уголовным делам Верховного суда Чувашской АССР от 26-27.11.1939 г.: «На основании ст. 58-10, 58-11 ч.1 УК РСФСР подвергнуть лишению свободы сроком на восемь (8) лет с поражением избирательных прав после отбытия наказания сроком на три года. Меру пресечения оставить прежнюю — содержание под стражей». И. С. Максимова лишают звания Народного артиста Чувашской АССР.
Определением Судебной коллегии по уголовным делам Верховного суда РСФСР от 15.02.1940 г. приговор суда от 26 ноября 1939 г. был отменен, дело возвращено в тот же суд на новое рассмотрение в ином составе судей со стадии предварительного следствия. 
В итоге дело в отношении И. С. Максимова-Кошкинского было прекращено 17 мая 1940 года. Основание реабилитации: «За недоказанностью собранных по делу доказательств, следственное дело по обвинению Максимова-Кошкинского И. С. прекратить и из под стражи освободить. Дело сдать на хранение в 1 спецотделение НКВД ЧАССР». Семье Максимовых-Кошкинских возвращают квартиры в Чебоксарах и Москве.

### Деятельность после 1940 года
После освобождения в 1940 году Иоаким Степанович и вернувшаяся в театр Тани Юн направляются в писательский дом отдыха. В доме отдыха он дописывает начатую в заключении пьесу «Пугачёв парни» (Дар Пугачёва), где для жены специально была написана роль Нины. Но одобренную коллективом Чувашского драматического театра пьесу не утверждают к постановке по требованию секретаря Чувашского обкома ВКП(б) Я. К. Павлова.
Работа в театре после освобождения не устраивает чету Максимовых-Кошкинских, и они уезжают жить в Москву, где у них имелась возвращенная после реабилитации квартира. В Москве в студии «Союздетфильм» в 1941 году И. С. Максимов-Кошкинский привлечен на роль в фильме режиссёра Марка Донского «Романтики», съемки которого велись зимой-весной 1941 года в Загорске. Литературный фонд СССР выдал Максимовым-Кошкинским безвозвратную ссуду, Комитет по делам искусств при СНК СССР заказал у И. С. Максимова перевод «Ревизора» Н. В. Гоголя на чувашский язык, НКВД СССР возместил ущерб в связи утраченной после ареста библиотекой.
Однако, с началом Великой Отечественной войны Максимовы эвакуируются в Чебоксары, где продолжают работать актёрами до 1945 года и живут в квартире, снимаемой у знакомой. В годы войны с гастролями театра он изъездил всю Чувашскую Республику, написал 4 пьесы. В канун 25-летия Чувашской АССР (в 1945 году) обком партии поручил И. С. Максимову написать сценарий для документального фильма. Но в это время приказом директора Чувашского театра Г. В. Мордковича Иоаким Максимов был уволен. Сценарий были написан. После увольнения из театра устроился на работу в радиокомитет. После увольнения из театра у Максимова-Кошкинского произошел конфликт с хозяйкой квартиры, которую снимали Кошкинские. Права на квартиру в Москве были утрачены, так как Кошкинские не вернулись после эвакуации в положенное время, и Иоаким Кошкинский поселился в кабинете радиокомитета. В итоге жена Иоакима Степановича также решила уволиться из театра по своей инициативе. Вскоре семья уезжает в Москву. 
В 1946 году пишет пьесу «Сенкер двойка» (Голубая двойка). В 1947 году исполняет роль в фильме режиссера Ивана Правова «Алмазы» (Свердловская киностудия художественных фильмов); в 1949 году И. С. Максимов-Кошкинский играет в фильме Марка Донского «Алитет уходит в горы» (Киностудия им. М. Горького). 
В 1954 году пишет пьесу «Константин Иванов». В 1956 году становится членом КПСС. Автор либретто опер, оперетт, переводил на чувашский язык пьесы русских и зарубежных авторов.
С 1969 по 1975 год И. С. Максимов-Кошкинский жил в Чебоксарах в доме № 14 по улице Ленина. С Тани Юн он до последних дней будет регулярно приезжать отдыхать в Дом отдыха «Кувшинский». Умер в Москве.

## Семья
Жена — Татьяна Степановна Максимова-Кошкинская (в девичестве Бурашникова, 1903—1977) — театральная актриса и первая чувашская киноактриса (псевдоним — Тани Юн), драматург, переводчица.
- Дочь — Изида Иоакимовна Максимова-Кошкинская (1930—1963), была замужем за поэтом Петром Михайловичем Градовым (1925—2003). Работала переводчицей. Погибла в автомобильной катастрофе.
  - Внучка — Татьяна Петровна Градова, снялась в фильме «Операция „Ы“ и другие приключения Шурика» (новелла «Операция „Ы“», роль беспокойной девочки Лены).
  - Внук — Андрей Петрович Градов (род. 29 января 1954)[5] — советский и российский киноактёр, Заслуженный артист Российской Федерации.

## Творчество

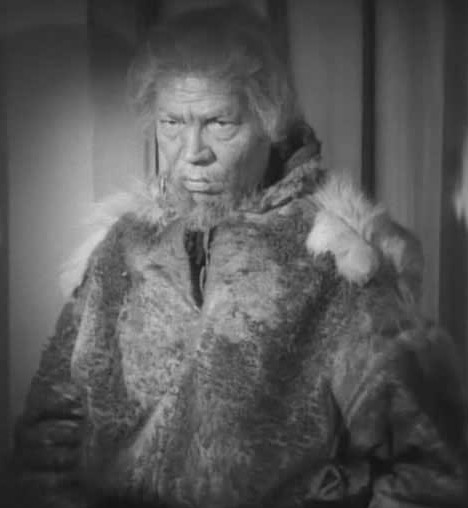
В роли Филиппа Иваныча Иляшева в фильме «Алмазы» (1947)

### Кинематограф
Актёрские работы
- 1927 — Черный столб (на чувашском языке — «Хура юпа»);
- 1941 — Романтики — Ульхвыргын
- 1947 — Алмазы — Филипп Иваныч Иляшев
- 1949 — Алитет уходит в горы — шаман[3]

Режиссёр
- 1927 — «Хура юпа» Черный столб, на чувашском языке.

Сценарист
- 1927 — «Хура юпа» Черный столб, на чувашском языке.
- 1929 — «Сарпике» Сар-Пигэ, на чувашском языке.

### Актёрские псевдонимы
Киреме́ть, Эсрель, Кошки́нский

## Награды
- Народный артист Чувашской АССР (1933)
- Заслуженный деятель искусств Чувашской АССР
- Заслуженный деятель искусств РСФСР (1968).
- Орден Ленина,
- Орден Трудового Красного Знамени.
- Занесён в Почётную Книгу Трудовой Славы и Героизма Чувашской АССР (1967).

## Память

Мемориальная доска

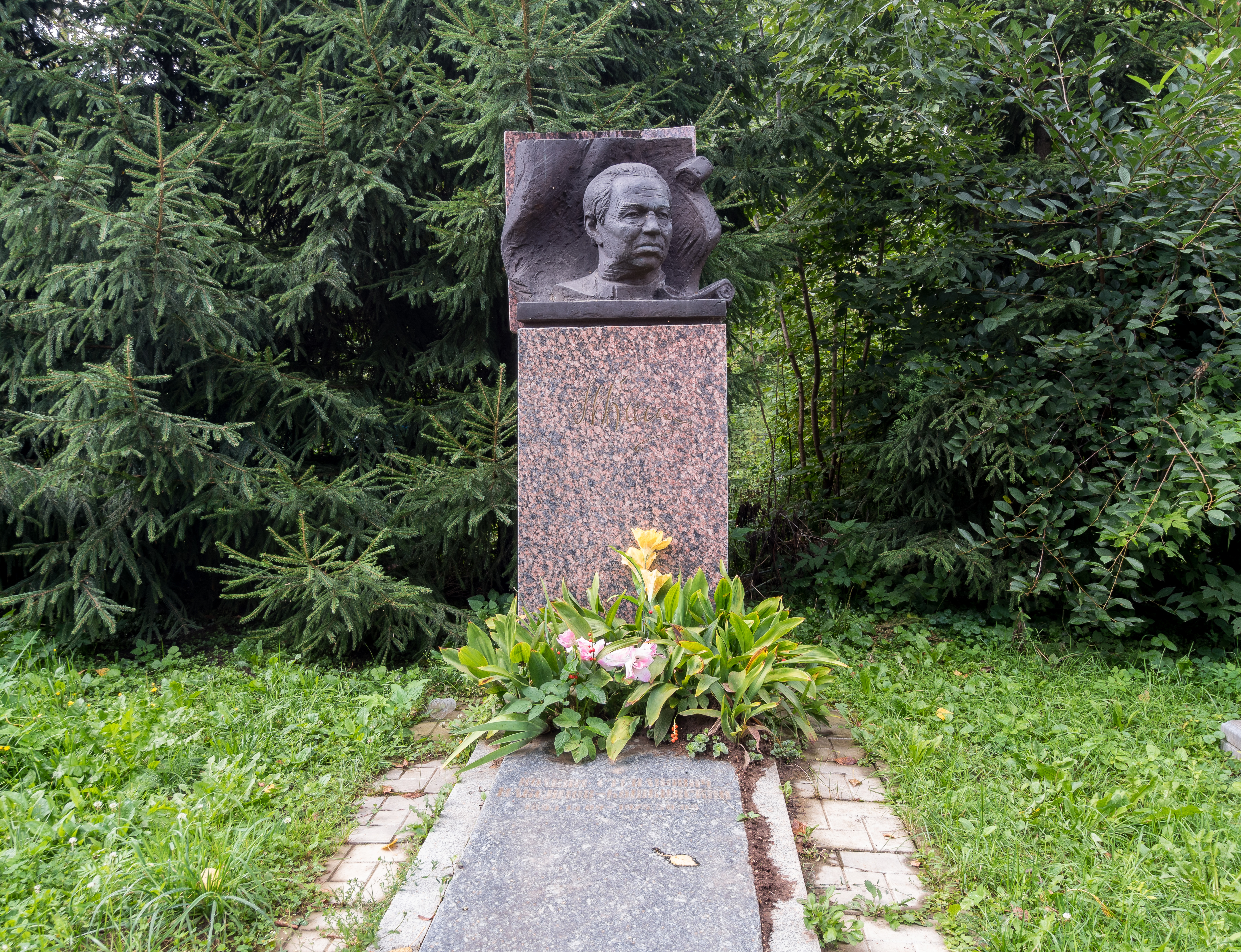
Могила Максимова-Кошкинского в Чебоксарах

Повторно реабилитирован в 1956 году. Похоронен на мемориальном кладбище города Чебоксары. 
В Чебоксарах именем Максимова-Кошкинского назван бульвар, на доме, где он жил (пр. Ленина, 14), установлена мемориальная доска.